# Bashar Murad
Bashar Murad (en árabe: بشار مراد; nacido el 7 de febrero de 1993) es un cantautor y videoartista palestino radicado en Jerusalén Este. Su música aborda las normas sociales, la ocupación israelí y la igualdad de género en Oriente Medio. Es más conocido por su colaboración con la banda islandesa de techno-punk Hatari en la canción «Klefi / Samed», que se lanzó poco después de que Hatari levantara pancartas con la bandera palestina en la final del Festival de la Canción de Eurovisión 2019 en Tel Aviv. Murad lanzó su EP debut Maskhara en junio de 2021.

## Primeros años
Murad nació en Jerusalén Este en 1993, siendo sus padres Said Murad y Fadia Daibes. El padre de Murad, Said, es el fundador del grupo musical palestino Sabreen, el primer grupo palestino de su tipo. Sabreen fue fundado en 1980 y Murad nació durante el apogeo de su carrera. La música ayudó a Murad a superar la presión de haber crecido en un territorio ocupado.
Tras graduarse en la Jerusalem American School, Murad cursó una licenciatura en el Bridgewater College, Virginia. En Estados Unidos, se dio cuenta de que no muchos de sus compañeros de estudios sabían mucho sobre Palestina, pero querían saber más sobre el tema. Esto le hizo darse cuenta de que no quería escapar de la política y comenzó a abordar estos temas en su música. Desde que regresó a Jerusalén Este en 2014 y después de publicar varios sencillos en árabe e inglés en su canal de YouTube, Murad ha conseguido una gran cantidad de seguidores en línea.

## Carrera
Murad comenzó su carrera subiendo versiones de canciones populares a su canal de YouTube, que creó en 2009. Más tarde, añadió un toque de Oriente Medio a las canciones utilizando instrumentos tradicionales en sus versiones antes de empezar a crear sus propias canciones. Estudió en la Escuela Rimon de Jazz y Música Contemporánea en Israel durante un año y fue el primer palestino de Cisjordania en estudiar allí.
La mayoría de sus canciones son producidas por él mismo en los estudios de grabación locales de la Asociación Sabreen para el Desarrollo Artístico. Ocasionalmente, Murad recibe subvenciones u otro tipo de apoyo de organizaciones y programas, como el Programa de Premios a la Producción de Recursos Culturales, que le permitieron producir la canción "Shillet Hamal (Bunch of Bums)". La canción trata sobre el sentimiento de ser diferente y no encajar.
Para su sencillo "Ana Zalameh (I'm a Man)", Murad trabajó junto con las Naciones Unidas. El programa regional "Hombres y mujeres por la igualdad de género" de ONU Mujeres produjo la canción, que trata sobre la evolución de los roles de género en Palestina y está contada desde la perspectiva de un niño de 10 años.
La colaboración de Murad con la banda islandesa de techno-punk Hatari en la canción "Klefi / Samed" lo ayudó a llegar a un público más amplio. La canción se lanzó poco después del Festival de la Canción de Eurovisión 2019, que tuvo lugar en Tel Aviv, y trata sobre el deseo de libertad y llama la atención sobre la opresión sistemática de los palestinos. Hatari fue el único participante en el concurso de ese año que tomó una postura abierta sobre el conflicto.
Durante el Festival de la Canción de Eurovisión 2019, Murad formó parte de los artistas que protestaron en el evento alternativo GlobalVision que se transmitió en línea durante la semana de Eurovisión. En mayo del mismo año, Murad participó en la Semana de la Música Canadiense en Toronto, Canadá.
Murad lanzó su EP debut Maskhara el 11 de junio de 2021, que incluía cuatro temas: "Maskhara", "Antenne" feat. Tamer Nafar, "Intifada on the Dance Floor" y "Ana wnafsi". Tres años después, lanzó su segundo EP en árabe, Nafas.
El 24 de enero de 2024, se anunció que estaría entre los concursantes de Söngvakeppnin 2024, la selección nacional islandesa para el Festival de la Canción de Eurovisión 2024. Compitió con la canción «Vestrið villt» / «Wild West», clasificándose para la final y finalmente quedando segundo. En medio de la guerra entre Israel y Hamás y los llamados a excluir a Israel del concurso, la participación de Murad fue objeto de múltiples controversias, tanto con acusaciones de que la emisora islandesa RÚV estaba politizando el evento como con acusaciones de que era víctima de racismo.

## Vida personal
Murad vive en Jerusalén Este con su hermano menor y su padre Said Murad, fundador del grupo musical Sabreen. Es abiertamente gay y ha caracterizado su trayectoria artística como una lucha contra la homofobia en la sociedad palestina y la ocupación israelí.